# Rautenberg (Harsum)
Rautenberg ist eine von neun Ortschaften der Gemeinde Harsum im niedersächsischen Landkreis Hildesheim.

## Geografie
Der Ort liegt rund sieben Kilometer östlich von Harsum. Eine gute Verkehrsanbindung besteht über die Landesstraße 411, die mitten durch das Dorf verläuft, an die Bundesstraßen 1 und 494. Die Bundesautobahn 7 ist über die Anschlussstelle Hildesheim erreichbar. Einen Bahnanschluss gibt es in Harsum an der Strecke Lehrte–Hildesheim nach Hannover und Hildesheim. Nördlich fließt der Bruchgraben an der Kreisgrenze zu Peine.
Der von der Landwirtschaft geprägte Ort liegt in unmittelbarer Nähe zur Zuckerfabrik Clauen.

## Geschichte

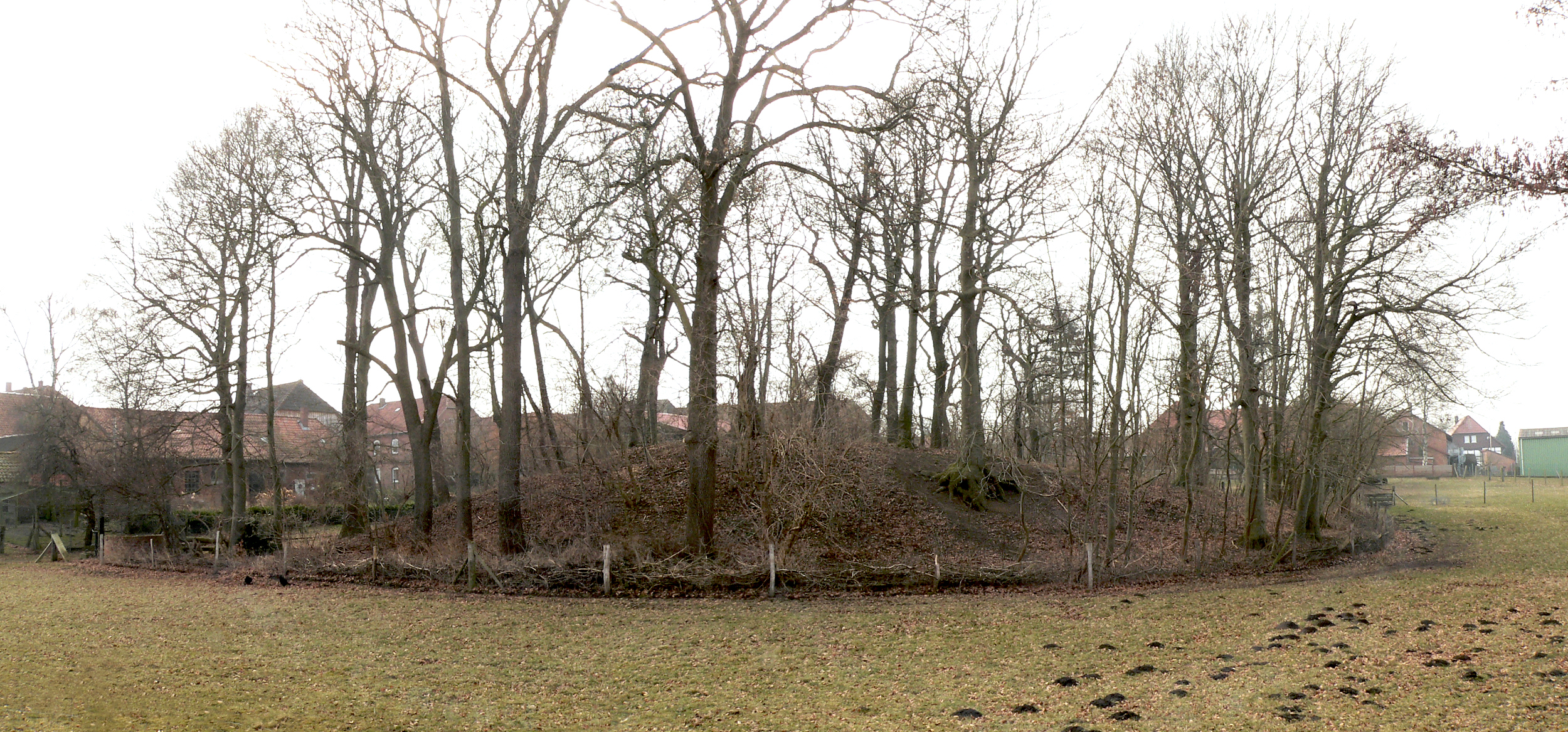
Erdhügel der Burg Rautenberg

Rautenberg ist eine alte Bauernsiedlung, die wohl aus germanischer Zeit stammt. Nach der Ortschaft ist das Rittergeschlecht derer von Rautenberg benannt, nach denen wiederum die heutige Hauptstraße, die Rutenbergstraße, ihren Namen hat. Die Überreste der Burg Rautenberg, die bei einem Brand im frühen Mittelalter nahezu vollständig zerstört wurde, sind lediglich noch in Form des „Hahnewall“ genannten Mottenhügels erhalten. Auf dem Grund eines dort befindlichen Brunnens wurden in den 1970er Jahren einige mittelalterliche Waffen, Metflaschen und Gebrauchsgegenstände gefunden. Die Herren von Rautenberg blieben noch bis zu ihrem Erlöschen 1647 Grundherren in Rautenberg, lebten aber in Hildesheim, im Rautenbergschen Hof an der Ecke Michaelisplatz / Langer Hagen, einem hochgekragten Fachwerkbau, der 1945 bei den Luftangriffen auf Hildesheim zerstört wurde, sowie seit dem 13. Jahrhundert auch auf Schloss Rethmar.

### Eingemeindungen
Im Zuge der Gebietsreform in Niedersachsen, die am 1. März 1974 stattfand, wurde die zuvor selbständige Gemeinde Rautenberg durch Eingemeindung zur Ortschaft der Gemeinde Harsum.

### Einwohnerentwicklung
| Jahr | Einwohner | Quelle |
| ---- | --------- | ------ |
| 1910 | 399       | [ 5 ]  |
| 1925 | 434       | [ 6 ]  |
| 1933 | 415       | [ 6 ]  |
| 1939 | 408       | [ 6 ]  |
| 1950 | 10000     | [ 7 ]  |
| 1956 | 676       | [ 7 ]  |
| 1961 | 585       | [ 8 ]  |
| 1970 | 503       | [ 8 ]  |

| Jahr | Einwohner | Quelle |
| ---- | --------- | ------ |
| 1973 | 498       | [ 1 ]  |
| 1980 | 474       | [ 2 ]  |
| 1990 | 495       | [ 2 ]  |
| 2000 | 587       | [ 2 ]  |
| 2010 | 553       | [ 2 ]  |
| 2015 | 511       | [ 2 ]  |
| 2019 | 542       | [ 2 ]  |
| 0    | 0         | 0      |

|  |

## Politik

### Ortsrat
Der Ortsrat, der den Ortsteil Rautenberg vertritt, setzt sich aus fünf Mitgliedern zusammen. Die Ratsmitglieder werden durch eine Kommunalwahl für jeweils fünf Jahre gewählt.
Bei der Kommunalwahl 2021 ergab sich folgende Sitzverteilung:
- Wählergruppe „Gemeinsam für Rautenberg“: 5 Sitze

### Ortsbürgermeister
Der Ortsbürgermeister ist Martin Arlt (SPD). Sein Stellvertreter ist Karsten Bauche (CDU).

### Wappen
| Wappen von Rautenberg | Blasonierung: „In Gold balkenweise acht schwarze Rauten in zwei Reihen (5:3).“ |
| Wappen von Rautenberg | Wappenbegründung: 1647 starb das Rittergeschlecht derer von Rautenberg aus. Es hatte im Dorfe seinen Stammsitz und überdies großen Grundbesitz. Daher gab es auch keine Bedenken, den Schild der Rautenberger Ritter sich als Gemeindewappen zu eigen zu machen. (niederdeutsch Rutenberg) Das Wappen der Ritter zeigte darüber hinaus eine schwarz goldene Helmdecke und auf dem Helm einen roten spitzen Hut mit einer Pfauenfeder (vgl. Blatt 182 des 1605 in Nürnberg erschienenen Wappen-Buchs von Johann Siebmacher, wo sich im Schild in der oberen Reihe allerdings nicht fünf, sondern nur vier Rauten befinden). Die acht Rauten im Wappen der v. Rutenbergs sollen bedeuten: „Acht. Rute. Swart. Or. Das heißt: Echt Gericht, Gesetz und Recht.“ |

## Kultur und Sehenswürdigkeiten
- Evangelisch-lutherische St.-Cosmas-und-Damian-Kirche aus dem frühen 15. Jahrhundert
- Dorfteich
- Metplatz
- Aus Rautenberg stammt das heute in Horn (Niederösterreich) befindliche Mirakulose Kreuz von 1618. Dieses wurde im Jahre 1659 von Graf Ferdinand Sigismund Kurtz von Senftenau nach einer angeblichen Misshandlung durch Protestanten zu den Piaristen nach Horn gebracht, wo es dann wallfahrtsmäßig verehrt wurde. Heute ist die Wallfahrt erloschen. Das Kreuz ist im Höbarthmuseum der Stadt Horn ausgestellt.[13]

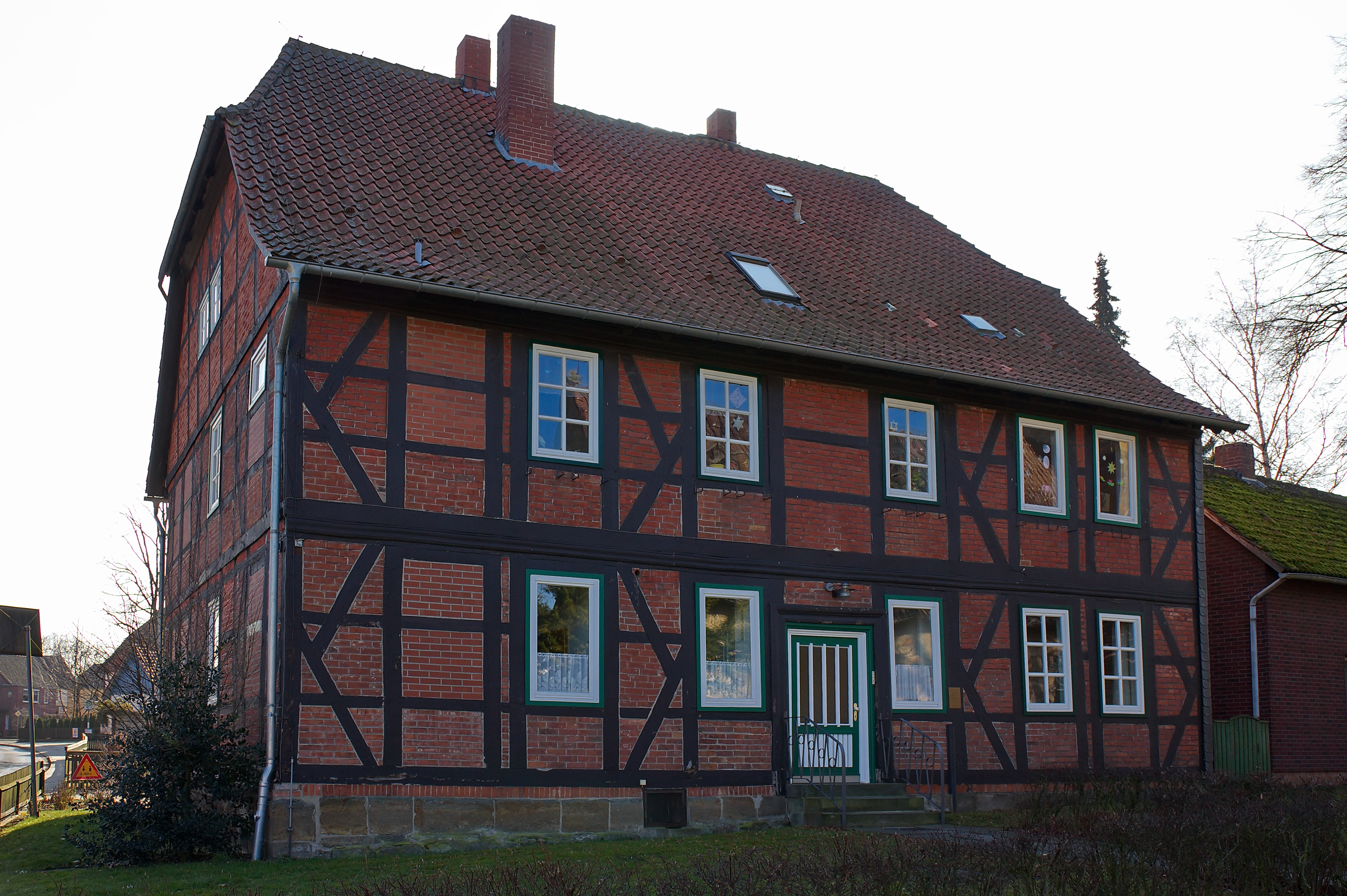
Pfarrhaus
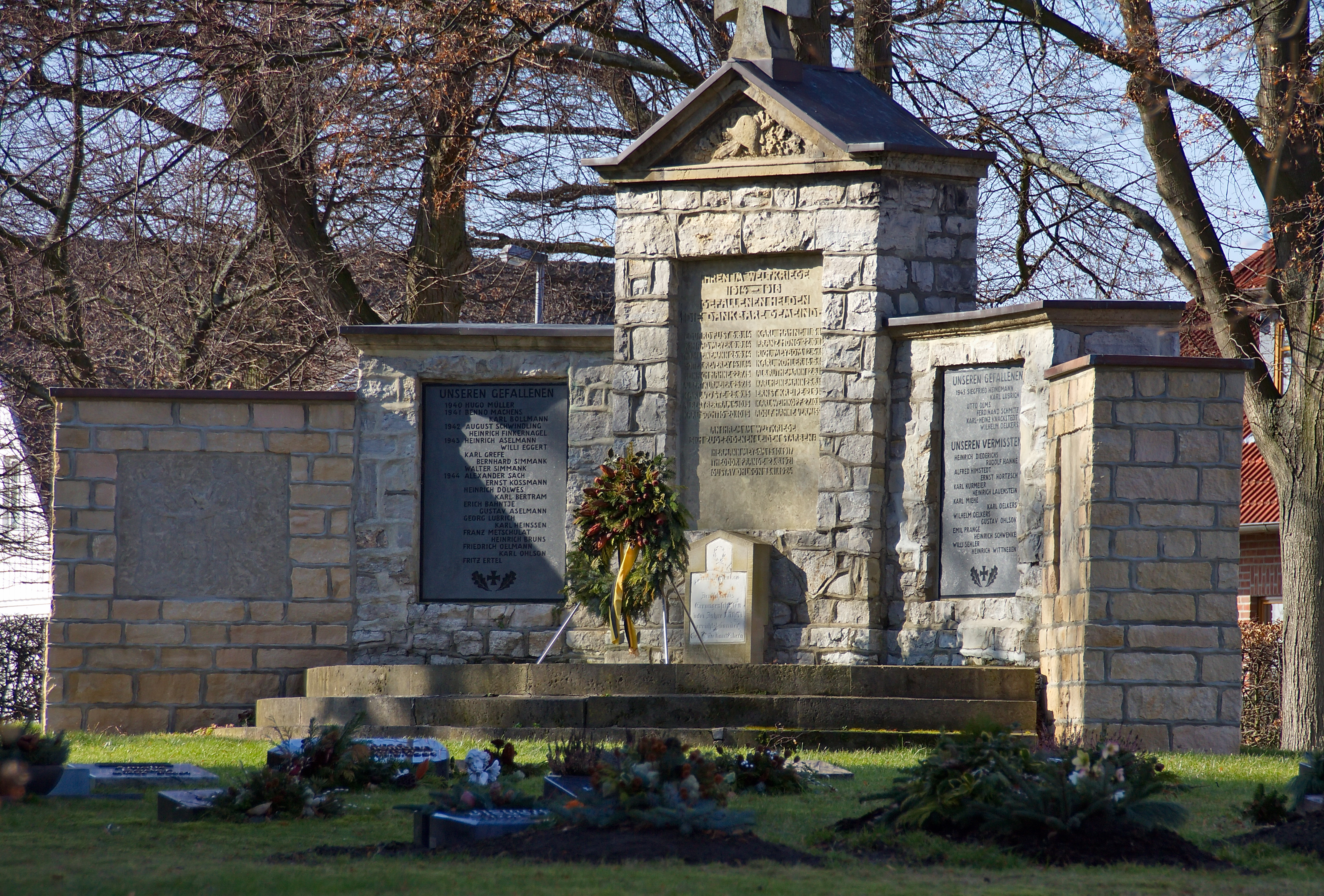
Kriegerdenkmal
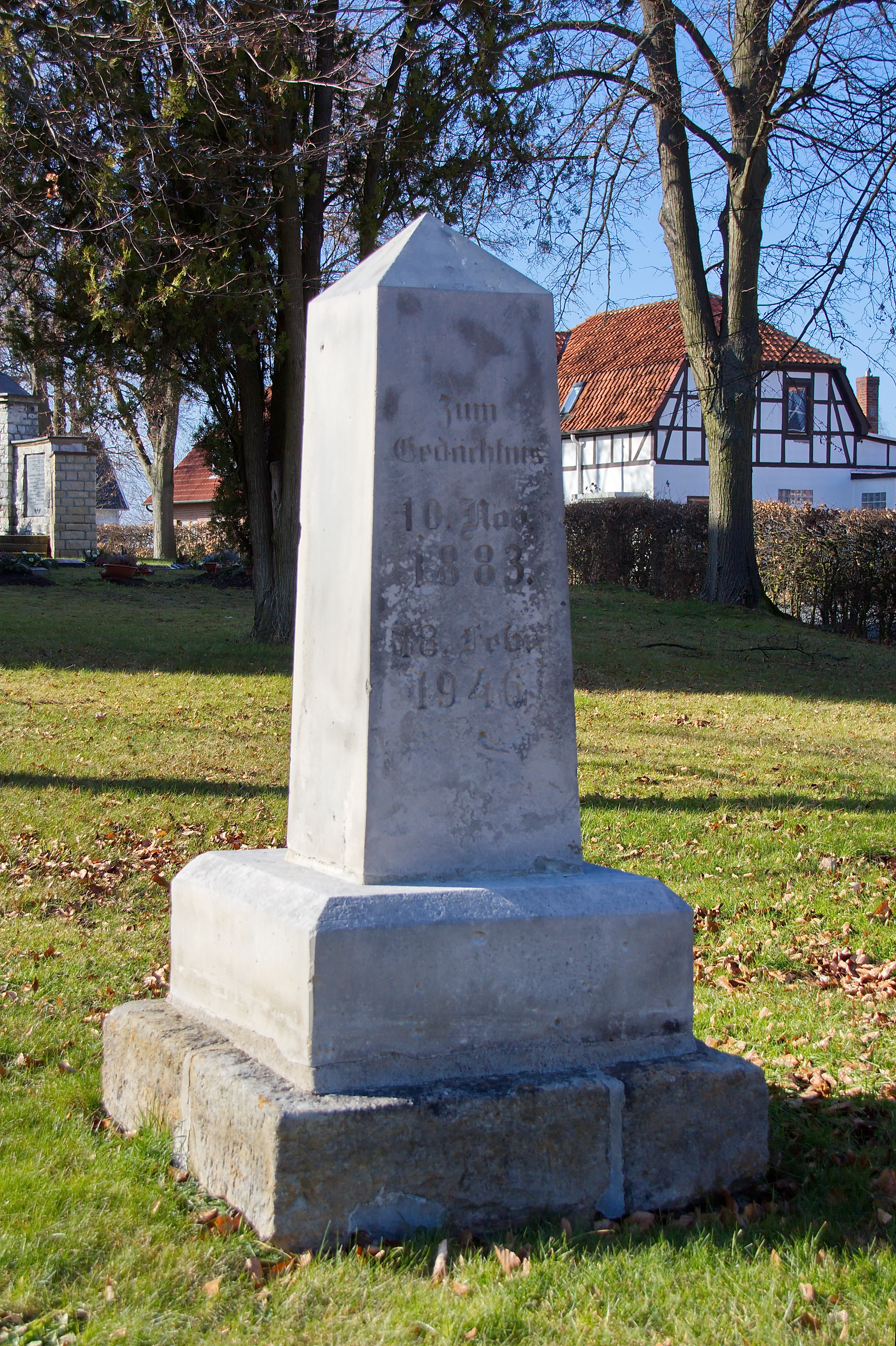
Denkmal

## Öffentliche Einrichtungen
In Rautenberg gibt es einen Kindergarten, einen Sportplatz, einen Friedhof und ein Feuerwehrhaus. Auf dem Hahnewall wurde es eine Rodelbahn eingerichtet mit „Teufelsbahn“, „Huckelbahn“ und „Babybahn“. Am Dorfteich befindet sich ein Rastplatz.

## Persönlichkeiten
Personen, die mit dem Ort in Verbindung stehen
- Johann Conrad Müller (1704–1798), Orgelbauer des 18. Jahrhunderts, der im Umkreis von Hildesheim wirkte, er baute 1765 die Orgel der örtlichen St.-Cosmas-und-Damian-Kirche